# Truppen des Schwäbischen Reichskreises
Die Truppen des Schwäbischen Reichskreises waren Bestandteil der Reichsarmee des Heiligen Römischen Reiches. Ab 1694 unterhielt der Schwäbische Reichskreis als einziger Reichskreis ein stehendes Heer.

## Kreismiliz
Siehe auch Kreismiliz des Schwäbischen Reichskreises.
Im Gegensatz zu der Entwicklung in anderen Reichskreisen oder Staaten behielt im Schwäbischen Reichskreis das Wort „Miliz“ seine Bedeutung als Synonym für die Streitkräfte als solche, gleichgültig ob sie sich aus geworbenen „Söldnern“ oder aus aufgebotenen, als tauglich ausgewählten („ausgeschossenen“) und bewaffneten Bauern und Bürgern – den „Ausschüssern“ – zusammensetzten.
Als Feldherr verteilte der Kreis die vom Reichstag festgelegten Mannschaftsstärken (Reichsmatrikel) auf die einzelnen Stände. Besonderen Wert legte der Kreis darauf, als Feldherr selbst über den Einsatz seiner Truppen bestimmen zu können; schon die „Instruktion für die Commissare“ 1595 wies diese an darauf zu achten, dass das „regiment anders nicht als zu dem Krieg gegen die Türken gebraucht werde, das regiment also nur dem Feldobersten in Ungarn gehorsam zu leisten habe“.
Bei der konkreten Aufstellung von Truppen sah sich der Kreis vor das Problem gestellt, den Gegensatz zwischen gleichmäßiger Verteilung der finanziellen Lasten auf alle Stände und der dadurch bedingten Größe des zu stellenden Kontingentes auf der einen Seite sowie die militärische Forderung von räumlicher Nähe der Kontingente zur schnelleren Zusammenführung und besseren Ausbildung auf der anderen Seite aufzulösen. Im Laufe der Zeit entwickelten sich hierzu folgende Grundsätze:
- Möglichst wenig Stäbe und Truppeneinheiten, um Kosten zu sparen.
- Möglichst wenig verschiedene Standeskontingente in einer Kompanie.
- Möglichst jedes Standeskontingent vollständig in einem Truppenteil, um die Zersplitterung in Kontingentsteile auf mehrere Einheiten zu vermeiden.
- Möglichst bankverwandte Standeskontingente in einem Truppenteil.
- Möglichst Standeskontingente gleicher Religionszugehörigkeit in einem Verband.[S 1]
- Möglichst Kontingente benachbarter Stände in einer Einheit.
- Möglichst Mischung (Melierung) alter und neuer Mannschaft bei der Rekrutierung.
- Möglichst gleiche Personalstärken aller vergleichbaren Einheiten innerhalb der Kreismiliz und mit der Armee, mit der zusammen sie zum Einsatz kam.

Die Nummerierung der Regimenter unten ist nicht zeitgemäß, sie erfolgte erst durch die Geschichtsschreibung zur besseren Unterscheidung und Gliederung. Damals wurden die Regimenter nach ihren Inhabern benannt. Die aufgeführten Dienstgrade wurden – soweit im Einzelnen nichts anderes genannt – vom Reichskreis (ab Stabsoffizieren) bzw. den einzelnen Ständen (übrige) verliehen.

## Truppen des Kreises
Die Kreistruppen bestanden gemäß der Matrikel aus Kavallerie- und Infanterieverbänden. Die Verteilung der Matrikel auf die Kreisstände 1563 enthält die Einteilung der Kreisviertel. Eigene Artillerieeinheiten unterhielt der Kreis nicht.
Der Zeit entsprechend waren die Soldaten bis Ende des 17. Jahrhunderts jeweils für einen bestimmten Feldzug angeworbene Söldner, teilweise aus dem Kreis, überwiegend aus anderen Territorien.

### 1500 bis 1647
- 1542 Regiment Eberstein

Die Kreisexekutionsordnung von 1563 sah die Aufstellung von 6 Fähnlein nach folgendem Schlüssel vor:
- 1 Fähnlein durch geistliche Fürsten und Prälaten
- 1 Fähnlein durch weltliche Fürsten
- 1 Fähnlein durch Grafen und Herren
- 3 Fähnlein durch die Städte.

Dieser Plan wurde 1564 vom Kreistag zurückgewiesen.
1569 genehmigte der Kreis dem Markgrafen Karl von Baden 6.000 fl. Er sollte damit einen Leutnant mit Schutztruppe (bis zu 1.200 Schützern mit 400 Pferden) aufstellen, dazu zusätzlich zwei Rittmeister in Breitschaft, die bei Bedarf jeweils weitere 400 Reiter zuführen sollten. Die Truppe wurde aber nicht aufgestellt.
Am 31. Januar 1591 (Abschied des Kriegsrätetags) wurde dem Kreisobrist Herzog Johann Friedrich von Württemberg das Recht eingeräumt, bei eilender Not des Kreises „ein-, zwei- oder dreyhundert zu roß und dan in drey fenlein knecht, das fendtle ongefahrlich zu dreyhundert starck gerechnet“ aufzubringen.
Der Osmanische Angriff 1593 gegen Ungarn veranlasste den Kreis zunächst nur zu besonderen Kreishilfen in Geld (1593 225.564 fl 12 x und 1594 116.600 fl). 1595 bat Kaiser Rudolf II. die Reichskreise um Truppen. Der Kreis beschloss eine Umlage von 20 Römermonaten zur Aufstellung eines Regiments für die Dauer von sechs Monaten.
- Regiment von Schönau, Obrist der Augsburger Landvogt Hans Kaspar von Schönau

Das Regiment bestand aus 10 Fähnlein zu je 200 Doppelsöldner mit Langspießen (Sold 14 fl) und 200 Musketieren (Sold 14 fl) und Schützen (Arkebusiere, Sold 8 fl). Dazu kamen 6 Kartaunen und 6 Falkonetten, die einschließlich der Bedienungsmannschaften von Augsburg gegen Bezahlung ausgeliehen wurden.
Nach der Musterung vom 15. bis 24. April verlegte das Regiment in zehn Tagen auf der Donau nach Wien. Dazu wurden 2 Schiffe für den Oberst und seinen Stab, 48 Schiffe für die Mannschaft, 14 Flöße für das Material, 4 Flöße für die Munition (180 Ctr. Pulver, 200 Ctr. Blei, 400 Ctr. Lunten) von Augsburg aus sowie 4 Zillen, mit denen der Regimentsquartiermeister und die Fouriere vorausfuhren, benötigt.
Am 12. November wurde das Regiment mit einem halben Monatssold abgedankt und erhielt dabei zusätzlich einen Monatssold als „Sturmprämie“.
Dem Kreis entstanden durch das Regiment Gesamtkosten von 313.000 fl.
Im Jahr darauf stellte der Kreis wieder ein Regiment zur Reichstürkenhilfe auf.
- Regiment Mörsberg, Obrist Hans Friedrich von Mörsberg und Befort

Das Regiment bestand wieder aus 10 Fähnlein zu je 400 Mann sowie 4 Geschützen und 10 Büchsenmeistern aus Augsburg. Bei der Werbung sollten Musketiere den Arkebusieren vorgezogen werden.
Es wurde am 26. November vor Wien mit einem halben Monatssold abgedankt und erhielt dabei zusätzlich einen Monatssold als „Sturmprämie“.
Dem Kreis entstanden durch das Regiment Gesamtkosten von 335.500 fl.
Auch 1597 stellte der Kreis ein gleich starkes Regiment auf.
- Regiment Mörsberg, Obrist Hans Friedrich von Mörsberg und Befort

Das Regiment wurde am 29. November in Haimburg abgedankt.
- 1605 Regiment Mörsberg
- 1606 Regiment Mansfeld

1622 beschloss der Kreis, 1.000 Reiter und 3.000 Knechte zu Fuß für drei Monate anzuwerben.

### 1648 bis 1694
Nach dem Westfälischen Frieden gab es zwei Projekte des Kreises zur Aufstellung von Truppen.
Im 1. Projekt von 1651 plante der Kreis „bei Bedarf“ die Aufstellung von
- 1.570 Mann zu Roß in 2 Regimentern
- 3.150 Mann zu Fuß in 2 Regimentern zu je 8 Kompanien

als Ausschusstruppen, also aus dem Landesaufgebot. Es blieb jedoch bei dem Plan.
Das 2. Projekt von 1660 ging von geworbenen Truppen aus in der Stärke von 3.100 Mann, gegliedert in
- 2 Regimenter zu Roß mit je 4 Reiterkompanien zu 101 Mann
- 2 Regimenter zu Fuß mit je 8 Kompanien zu 113 Mann
- 2 Dragonerkompanien zu 101 Mann.

Auch dieses Projekt bestand nur auf dem Papier.

#### „Erste Armatur“ 1664
Nachdem der Reichstag am 28. Januar 1664 eine freiwillige Türkenhilfe zu gewähren beschlossen hatte, stellte der Kreis Truppen auf.
- Katholisches Regiment zu Fuß mit einer Stärke von 1.555½[A 1][St 1] Mann zu 7 Kompanien (als 7. Kompanie waren die Anteile der Reichsritterschaft St. Georgen Schild eingegliedert.[A 2]) Regimentsinhaber war Obrist Graf Franz Fugger zu Kirchberg und Weißenhorn, Reichsgeneralfeldzeugmeister und Statthalter zu Ingolstadt (gefallen am 1. August 1664 in der Schlacht bei Mogersdorf, siehe unten).
- Evangelisches Regiment zu Fuß mit einer Stärke von 1.588[St 2] Mann zu 8 Kompanien. Regimentsinhaber war Obrist Pfalzgraf Christian von Zweibrücken-Birkenfeld-Bischweiler

Zwei Drittel jeder Kompanie war mit Musketen ausgerüstet, ein Drittel hatte Piken. Jedes Fuß-Regiment verfügte über zwei Regimentsstücke, die nach der Abdankung den Kreisausschreibenden Fürsten überlassen wurden.
- Kreisreiterei mit einer Stärke von 386 Mann zu 4 Kompanien. Kommandeur war Obristleutnant mit dem Titel eines Obrist Graf Maximilian Franz Graf zu Fürstenberg. Die Reiterei bildete kein Regiment, da Württemberg seine 170 Reiter unter Prinz Ulrich von Württemberg nicht zur Kreismiliz, sondern unmittelbar zum Allianzkorps des Rheinischen Bundes nach Ungarn abstellte.

In der Ersten Armatur hatte der Kreis wegen der Fahnen einen Reichsschluss abwarten wollen, jedenfalls über die Gestaltung der Fahnen keinen Beschluss gefasst. Ulm setzte 1664 folgendes über die Fahnen fest: „Ferner so müssen zween Fahn von einfachen Daffet gemacht werden, die sollen an der Stang 3, im Flug aber 4 Ellen halten; dz Feld derselbigen solle wexelsweyß gelb und schwartz sein nach Anweysung des alten Schwäbischen Wappens; im übrigen stehet einem jeden Stand frey, was er für Emblemata oder Signa darein weben oder stückhen lassen wolle: deß Fahnen halben, welcher der Stadt Ulm, Memmingen und Lindau gemain ist, hat man sich zu Regenspurg miteinander verglichen, dz diser dreyen Stätt Wappen uff gemain Kosten darinn gestickt werden solle neben der Überschrift PRO ARIS ET FOCIS.“

Die Truppen des Kreises kämpften 1664 in der Schlacht bei Mogersdorf. Die im November zurückgekehrten Reste der Truppen wurden zunächst noch in Anerkennung ihres Einsatzes für drei Monate in „Sold und Brot“ gelassen, am 28. Februar 1665 wurde die Armatur dann aufgelöst.

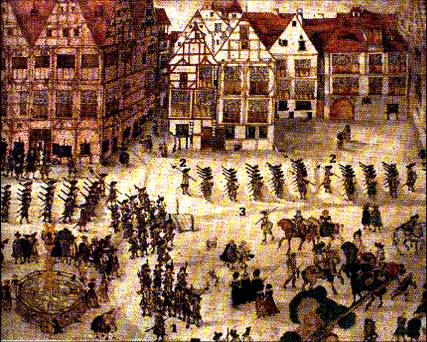
Parade des Ulmer Kreiskontingents 1677

#### „Zweite Armatur“ 1673–1677
Während des Französisch-Holländischen Krieges stellte der Kreis 1673 wieder Truppen auf, die jedoch nicht zur Reichsarmee stießen, sondern im Lande blieben.
- Katholisches Kreisregiment zu Fuß mit einer Stärke von 1.012 Mann zu 5 Kompanien. Regimentsinhaber war Obrist Graf Anthon zu Montfort
- Evangelisches Kreisregiment zu Fuß mit einer Stärke von 969 Mann zu 5 Kompanien. Regimentsinhaber war Obrist Markgraf Karl Gustav von Baden-Durlach.

Für die beiden Fuß-Regimenter lieh der Kreis vier Regimentsstücke von den Kreisausschreibenden Fürsten und kaufte das Zubehör einschließlich Munition auf Kosten der Kreiskasse. Nach der Auflösung verblieben diese Geschütze zunächst in Offenburg und wurden dann wieder zurückgegeben.
- Katholisches Kreisregiment zu Roß mit einer Stärke von 306 Mann zu 3 Kompanien. Regimentsinhaber war Obrist Landgraf Maximilian Franz zu Fürstenberg-Stühlingen
- Evangelisches Kreisregiment zu Roß mit einer Stärke von 271½ Mann zu 3 Kompanien. Regimentsinhaber war Obrist Herzog Friedrich Carl von Württemberg-Winnental.

Die im Frühjahr 1674 von beiden Religionsteilen beschlossene Verdoppelung (Duplum) der Kreismiliz betraf nur die Kompanien, d. h. die Anzahl der Kompanien je Regiment wurden verdoppelt (Die Musterung der Reiterei 1674 ist hier beschrieben). Die Kreisreiterei wurde im Frühjahr 1675 wieder auf das Simplum abgerüstet, wobei die besten Mannschaften und Pferde aus beiden Simpla zusammengefasst und gegen den Widerspruch des Reichsfeldmarschalls in zwei Schwadronen unter je einem Obristwachtmeister formiert wurden. Im August folgte der Kreis dem vorangegangenen Reichsschluss auf das Duplum und verdoppelte die Reiterei. Unter den alten Regimentsstäben wurden die 6 katholischen Kompanien (Stärke 102–108 Reiter) und 6 evangelischen Kompanien (Stärke 88-93 Reiter) formiert. Das Fußvolk war im Frühjahr bereits auf 1,5 Simplum herabgesetzt worden in 10 katholische und 10 evangelische Kompanien mit Stärken zwischen 139 und 146 Mann. Diese Einteilung blieb bis zur Auflösung der Kreismiliz im April 1677.
Bei Einsätzen außerhalb des Kreises (1664 und 1672/77) wurden die drei Obristen ohne kreiseigenes Oberkommando unmittelbar dem Feldmarschall der Reichsarmee Markgraf Leopold von Baden unterstellt.

#### „Dritte Armatur“ 1683

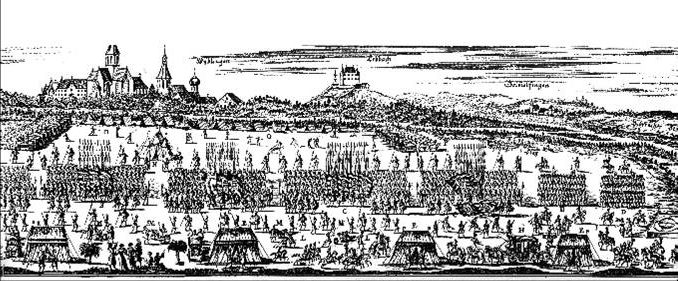
Truppenparade nach der Musterung 1683

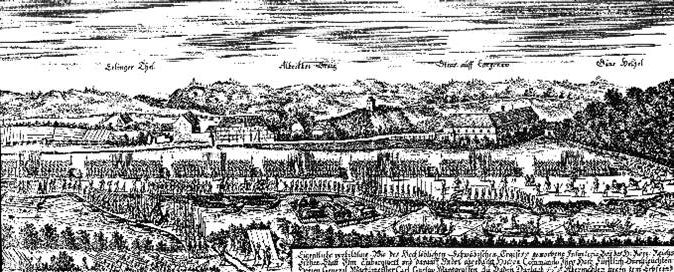
Abtransport auf der Donau 1683

Ein Schluss der beiden höheren Reichskollegien vom 23. Mai 1681 sah die Aufstellung von 10.000 Reitern, 2.000 Dragonern und 28.000 Fußsoldaten vor, die durch das Gutachten vom 30. August 1681 dem Kreis die Anwerbung von 1.321 Reitern und 2.707 Mann zu Fuß vorschrieben. Auf dem Allgemeinen Kreistag vom Juli 1683 beschloss der Kreis am 16. Juni jedoch, auf Anforderung des Kaisers rund 5.000 Mann als freiwillige Türkenhilfe nach Ungarn zu schicken.
Diesmal wurden die vier Regimentskommandeure einem kreiseigenen Oberbefehlshaber unterstellt. Der Kreis verlieh dem Markgrafen Karl Gustav von Baden-Durlach neben einem Regiment (siehe unten) den Titel und Rang eines (Kreis-)Generalwachtmeisters zu Fuß „über samptliche dieses Creyses Trouppen“, wobei er für jeden Feldzug eine besondere Instruktion erhielt. Nur für den eigentlichen Einsatz unterstand er dem kaiserlichen Oberkommando, sonst war er ausdrücklich an die Weisungen des Kreiskriegsdirektoriums gebunden.
- I. (kath.) Regiment zu Fuß, Stab und 2.011 Mann zu 10 Kompanien. Regimentsinhaber war Obrist, ab 1687 Generalwachtmeister zu Fuß Graf Notger Wilhelm zu Öttingen-Katzenstein
- II. (ev.) Regiment zu Fuß, Stab und 2.003 Mann zu 10 Kompanien. Regimentsinhaber war Obrist Markgraf Karl Gustav von Baden-Durlach (1686 Generalfeldmarschallieutenant zu Fuß, 1692 Generalfeldzeugmeister), zugleich als Generalwachtmeister zu Fuß Oberkommandierender der Kreistruppen; ab 1702 war es Generalwachtmeister zu Fuß Markgraf Karl Wilhelm von Baden-Durlach (1703 Generalfeldmarschallleutnant (Infanterie), 1705 Generalfeldzeugmeister).
- I. (kath.) Regiment zu Pferd, Stab und 505 Mann zu 6 Kompanien. Regimentsinhaber war Obrist Markgraf Karl Gustav von Baden-Durlach, ab 1689 Generalwachtmeister.[A 3]
- II. (evang.) Regiment zu Pferd, Stab und 505 Mann zu 6 Kompanien. Regimentsinhaber war Obrist Quirin von Höhnstett, ab 1687 Prinz Ludwig von Württemberg.

Der Regimentsstab bestand jeweils aus
- Obrister, zugleich Inhaber der ersten oder Leib-Kompanie des Regimentes[A 4]
- Obrister Lieutenant, zugleich Inhaber der zweiten Kompanie des Regimentes
- Obrister Wachtmeister, zugleich Inhaber der dritten Kompanie des Regimentes
- Regimentsquartiermeister
- Auditeur und Secretarius
- Zwey Feld-Predigern
- Adjutant
- Profoß sammt seinen Leuten
- Trompeter
- Heerpauker

„Die Kreisfahnen der Dritten Armatur zeigen nach einem zeitgenössischen Kupferstich von J. U. Kraus nach einer Zeichnung des Ulmer Leutnants Paul Wille „Paraden der Truppen des Schwäbischen Kreises bei Ulm und ihre Einschiffung zum Türkenkrieg 1683 und 1684“ (Ulmer Museum) waagerechte schwarze und gelbe Streifen mit Ausnahme der Leibfahnen und in der Mitte einen ovalen Schild mit dem Kreuz unter den drei Löwen.“

#### Weitere Truppen ab 1691
Wegen des inzwischen 1688 ausgebrochenen Pfälzischen Erbfolgekriegs beschloss der Kreis, die vorhandenen Regimenter nach ihrer Rückkehr aus Ungarn nicht abzudanken. Er stellte sogar 1691 neu auf
- III. (kath.) Regiment zu Fuß, Stab und 1.947 Mann zu 10 Kompanien. Da die Aufstellung eines neuen Regimentes nur aus neugeworbenen Rekruten die Kampfkraft der Miliz nicht wesentlich verstärkt hätte, beschloss der Kreis die Mischung („Melierung“) der alten und neuen Mannschaft. Hierzu gaben das I. Regiment 320, das II. Regiment 182 Gediente an das neue Regiment ab, die dort durch Neugeworbene ersetzt wurden. Regimentsinhaber war Obrist Karl Egon Graf zu Fürstenberg-Meßkirch (ab 1692 Generalwachtmeister, ab 1693 Generalfeldmarschallleutnant). Das Regiment wurde am 8. Mai 1691 bei Donaueschingen gemustert und danach nach Rottweil beordert.[St 3] Das Regiment trug schwarze Hüte mit grünen Borten, weißgraue Röcke mit grünen Aufschlägen, Hosen von Kalbsleder, weisgraue Streifstrümpfe und Schuhe und war mit Bajonetten und „Fisilrohren“, Säbel oder Degen, Patronentasche und Ranzen ausgestattet.
- (mixt.[A 5]) Dragoner-Regiment, 490 Mann zu 6 Kompanien. Regimentsinhaber war Herzog Johann Friedrich von Württemberg, Obristlieutenant im Range eines Obristen. Das Regiment wurde am 10. Mai 1691 bei Eutingen im Gäu gemustert und dann nach Schiltach beordert.[St 4] Die Uniform war zunächst wie beim III. Regiment zu Fuß, die Kreisstände hatten sie mit Hut, Rock und Mantel, Schabracke, „Fisilrohr“, 2 Pistolen, Säbel und Kniestiefeln sowie mit einem Dragonerpferd auszurüsten. Ab 1692 war die Bekleidung rote Röcke und Mäntel mit grünen Aufschlägen.

Diese wie die folgenden Truppen (und die in Subsidien genommenen, siehe Abschnitt unten) wurden nicht der kaiserlichen Armee unterstellt, sondern kamen unter dem Kommando des Kreises zur Reichsarmee.
Ebenfalls noch 1691 beschloss der Kreis, „nicht nur die Kreisinfanterie auf den kaiserlichen Fuß (Regiment = 2.000 Mann) zu setzen und die Kavallerieregimenter um je 300 Mann ebenso wie die Dragoner zu verstärken, sondern noch ein weiteres Dragonerregiment zu 800 Mann und ein viertes Infanterieregiment aufzustellen. Im Februar 1692 aber setzte man die Augmentation auf 2.700 Mann zu Fuß, 280 Mann zu Pferd und 300 Dragoner herab. .... Die Neugeworbenen wurden in 18 Kompanien zu Fuß zu je 150 Mann, 4 Kompanien zu Pferd und 4 Kompanien Dragoner zu je 75 Mann eingeteilt und auf die Regimenter verteilt; aus Ersparnisgründen lehnte die Mehrheit die Errichtung neuer Regimentsstäbe ab.“
Seit Februar 1691 waren in jedem Regiment zu Fuß 70 Mann als Grenadiere unter dem Kommando eines Leutnants bestimmt worden. Im August 1693 erhielt jedes Regiment zu Fuß eine eigene Grenadier-Kompanie. Sie erhielten zunächst statt des Hutes eine Grenadiermütze, 1712 gestickte Kappen, die übrige Uniform war die der Infanteristen.
Im November 1696 errichtete der Kreis ein neues
- IV. (mixt.) Regiment zu Fuß, 1.820 Mann zu 1 Grenadierkompanie und 12 Fußkompanien. Hierzu hatte jedes Regiment vier Kompanien abzugeben. Regimentsinhaber war Obrist Generalfeldmarschall Markgraf Ludwig Wilhelm von Baden-Baden.

### Regimenter 1694 bis 1791
Noch während des Krieges errichtete der Kreis am 11. Mai 1694 durch seinen Beschluss des miles perpetuus circuli (lat. ständiger Soldat des Kreises) ein stehendes Heer, in das die bestehenden Regimenter nahtlos übergingen.
Nach dem Frieden von Rijswijk rüstete der Kreis ab. Die Regimenter blieben zwar bestehen, die Stärken wurden aber herabgesetzt, die Reiterkompanie auf 71 Mann, die Fußkompanie auf 112 Mann. Im Mai 1699 wurden die drei jüngsten Kompanien der Infanterieregimenter aufgelöst und die Stärken neu festgelegt: je Kavallerieregiment 8 Kompanien zu 50 Mann, je Fußregiment 12 Kompanien zu 100 Mann.
Als 1701 der Spanische Erbfolgekrieg begann, wurde im April wurde ein weiteres Infanterieregiment aufgestellt:
- V. (ev.) Kreisregiment zu Fuß, 1.516 Mann zu 13 Kompanien. Regimentsinhaber war Obrist Baron Eberhard Albrecht von Reischach (1702 Generalwachtmeister (Infanterie), 1705 Generalfeldmarschallieutenant (Infanterie)).

Gleichzeitig wurde und die übrige Kreismiliz ganz neu gegliedert in
- 5 Infanterieregimenter mit 1 Grenadierkompanie zu 96 und 12 Kompanien zu 139 – 144 Mann,
- 2 Kavallerieregimenter mit 8 Kompanien zu 70 – 74 Mann,
- 1 Dragonerregiment mit 8 Kompanien zu 71 – 74 Mann.

Die Abrüstung der Kreismiliz auf den Friedensfuß nach dem Spanischen Erbfolgekrieg hätte Gelegenheit geboten, sie so zu organisieren, dass ihr bisheriger Kampfwert erhalten blieb. Der Generalinspektor der Kreisinfanterie, Generalmajor von Rodt, hatte vorgeschlagen, die Regimenter als ganzes in einigen wenigen „beschlossenen Örtern“ wie Augsburg, Ulm, Rottweil, Heilbronn, Memmingen und Lindau zu dislozieren. Dies hätte eine Reihe von Vorteilen gehabt: Die Truppe hätte so ständig geübt werden können, ihre Disziplin wäre erhalten geblieben, schnelle Einsätze wären möglich gewesen und die Wachpflichten der Stadtbürger wären entfallen. Die Ordinarideputation hielt diese Anregung zwar für „sehr nützlich“, aber „nicht wohl practiabel“, weil die Stände ihr nicht zustimmen würden und ihr Standeskontingent zur eigenen Sicherheit lieber bei sich hätten. Für den Friedensdienst sah die Ordonnanz von 1717 daher u. a. vor: „Der Stand darf sein Contingent zur eigenen Sicherheit, Streifereien, Thorwachen u.s.w. gebrauchen, doch geht der allgemeine Kreisdienst vor. Zusammenziehung und Exercieren der Compagnien soll wenigstens alle zwei Monate einmal geschehen, jedoch ohne Beschwerde der Stände. Zu jedem Ausrücken einer ganzen Compagnie sollen die Standarten, beziehungsweise die Fahnen abgeholt werden.“
Die Truppen des Kreises bestanden ab 1714 aus
- Kreis-Kürassier-Regiment (kath.) mit 8 Kompanien zu 38 Mann (früheres I. Regiment zu Pferd). Die Regimentsinhaber waren:

- 1704 Obrist Graf Eustach Maria von Fugger (1704 Generalwachtmeister zu Pferd, 1706 Generalfeldmarschallieutenant (Kavallerie), 1732 General von der Kavallerie)
- 1736 Markgraf Karl Friedrich von Baden-Durlach
- 1756 Fürst Friedrich von Hohenzollern-Sigmaringen
- 1785 Fürst Anton Aloys von Hohenzollern-Sigmaringen

Uniform: Weiße Röcke mit roten Aufschlägen, Kragen, Rabatten und Schoßumschlägen, dazu einen schwarzen Kürass mit rotem Futter, weiße Hosen und hohe schwarze Stiefel; schwarzer Filzhut mit weißer Borte, schwarzem Schleifchen und weißem Stutz. Die Kartusche war weiß.
- Kreis-Dragoner-Regiment (ev.) mit 8 Kompanien zu 38 Mann (früheres II. Regiment zu Pferd). Die Regimentsinhaber waren:

- 1698 Erbprinz Friedrich Ludwig von Württemberg (1717 Generalwachtmeister zu Pferd, 1725 Generalfeldmarschallleutnant)
- 1731 Herzog Eberhard Ludwig von Württemberg
- 1733 Herzog Carl Alexander von Württemberg
- 1737 Prinz Carl Eugen von Württemberg
- 1746 Prinz Friedrich Eugen von Württemberg
- 1759 Prinz Friedrich Wilhelm Karl von Württemberg
- 1769 Herzog Carl Eugen von Württemberg
- 1793 Herzog Ludwig Eugen von Württemberg
- 1795 Herzog Friedrich Eugen von Württemberg

- Kreis-Dragoner-Regiment (mixt.) mit 8 Kompanien zu 38 Mann Die Regimentsinhaber waren:

- 1703 Fürst Albrecht Ernst II. zu Öttingen
- 1724 Prinz August Enno von Ostfriesland
- 1725 Fürst Albrecht Ernst II. zu Öttingen

- 1. Kreis-Infanterie-Regiment (kath.) mit 13 Kompanien zu 76 Mann (früheres I. Regiment zu Fuß). Die Regimentsinhaber waren:

- 1705 Obrist Baron Nicola Friedrich von Enzberg (1706 Generalwachtmeister zu Fuß, 1712 Generalfeldmarschallleutnant (Infanterie))
- 1724 Obrist Graf Ludwig zu Fürstenberg-Stühlingen (ab 1728 Generalwachtmeister zu Fuß)
- 1759 Obrist Graf Friedrich zu Fürstenberg-Stühlingen

- 2. Kreis-Infanterie-Regiment (ev.) (früheres II. Regiment zu Fuß). Die Regimentsinhaber waren:

- 1702 Generalfeldmarschallleutnant (Infanterie) Markgraf Karl Wilhelm von Baden-Durlach (ab 1705 Generalfeldzeugmeister)
- 1712 Erbprinz Friedrich von Baden-Durlach (1728 Generalwachtmeister zu Fuß)
- 1732 Markgraf Karl August von Baden-Durlach
- 1766 Erbprinz Karl-Ludwig von Baden-Durlach

- 3. Kreis-Infanterie-Regiment (kath.) mit 13 Kompanien zu 76 Mann, (früheres III. Regiment zu Fuß). Die Regimentsinhaber waren:

- 1703 Obrist Baron Franz von Rodt (1706 Generalwachtmeister zu Fuß, 1710 Generalfeldmarschallieutenant (Infanterie))
- 1743 Markgraf August Georg von Baden-Baden
- 1771 Graf Maximilian Heinrich Truchseß von Wolfegg

- 4. Kreis-Infanterie-Regiment (mixt.) mit 13 Kompanien zu 76 Mann (früheres IV. Regiment zu Fuß). Regimentsinhaber waren:

- 1707 Markgraf Ludwig Georg von Baden-Baden (1717 Generalwachtmeister zu Fuß, 1728 Generalfeldmarschallieutenant)

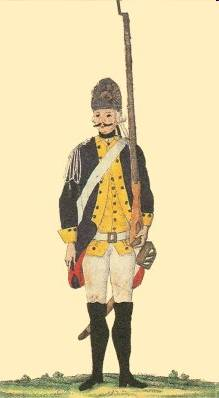
Kreis-Infanterie-Regiment Württemberg

- 5. Kreis-Infanterie-Regiment (ev.) mit 13 Kompanien zu 76 Mann, (früheres V. Regiment zu Fuß). Regimentsinhaber waren:

- 1707 Obrist Baron Eberhard Albrecht von Reischach
- 1712 Herzog Eberhard von Württemberg
- 1733 Herzog Karl Alexander von Württemberg
- 1744 Herzog Karl Eugen von Württemberg
- 1793 Herzog Ludwig Eugen von Württemberg
- 1795 Herzog Friedrich Eugen von Württemberg

Da dieses Regiment von Anfang an beinahe (11 von 13 Kompanien) nur vom Herzogtum Württemberg gestellt wurde, hielten die württembergischen Herzöge ab 1732 ihre Kompanien als Württembergisches Kreis-Infanterie-Regiment bereit, das bei Bedarf dem Kreis zur Verfügung gestellt und mit den übrigen Kontingenten aufgefüllt wurde. Ab 1767 hatte es bei den württembergischen Haustruppen auch die Namen Infanterie-Regiment von Augè und Infanterie-Regiment von Stain, ab 1786 Infanterie-Regiment von Sachsen-Coburg, ab 1791 Infanterie-Regiment von Phull. Die württembergischen Herzöge blieben jedoch weiterhin formal Inhaber des Kreisregimentes.
Nach der im Frieden durch die Stände immer wieder verzögerten, 1729 in Esslingen endlich durchgeführten Generalmusterung durch den Kreis wurde 1731 das 4. Infanterie-Regiment aufgelöst und alle Regimenter um 2 Kompanien verkleinert, am 11. August 1732 wurde das mixtierte Dragoner-Regiment aufgelöst und die Kavallerieregimenter erhielten 2 Kompanien dazu. Die Stärken wurden neu festgesetzt:
- Kompanie der Reiterei Friedensfuß 2 Offiziere, 4 Unteroffiziere, 31 Mann = gesamt 37, Kriegsfuß gesamt 50,
Bei der Kavallerie waren im Frieden ab 1732 bei jeder Kompanie nur 8 Mann beritten und zwar hatte der Stand, welcher den Rittmeister stellte, 4 berittene Leute zu stellen, während für jeden Leutnant 2 und für den Cornet oder Wachtmeister ein Mann beritten vorhanden sein mussten. Für diese Pferde wurde dem betreffenden Stand von den übrigen Konkurrenten der Kompanie jährlich 50 Gulden vergütet.
- Kompanie der Infanterie Friedensfuß 3 Offiziere, 4 Unteroffiziere, 42 Mann = gesamt 50, Kriegsfuß 4 Offiziere, 15 Unteroffiziere, 81 Mann = gesamt 100.

Diese Festlegung blieb bis zum Ende des Schwäbischen Reichskreises unverändert.
Die Generalmusterung 1729 brachte die Nachteile der seit 1714 geltenden Dislozierung bei den truppenstellenden Ständen zu Tage: Überalterung durch Sparen bei Neuwerbung, keine gemeinsamen Übungen in größeren Verbänden (über den Kompanierahmen hinaus), kaum Pferde bei den Kavallerie-Kompanien, Unterschiede in der Bewaffnung und Ausrüstung oder Unterschiede in der Löhnung, ohne dass daraus Konsequenzen durch den Kreis gezogen wurden. So war zu Beginn des Ersten Koalitionskrieges (siehe unten) zunächst eine intensive Ausbildung erforderlich.

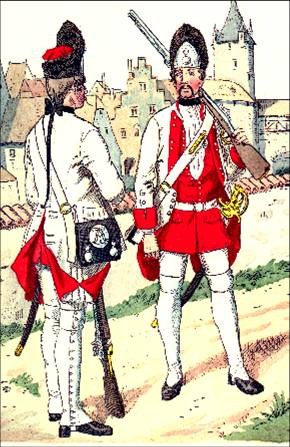
Grenadiere im 1. Kreis-Infanterieregiment
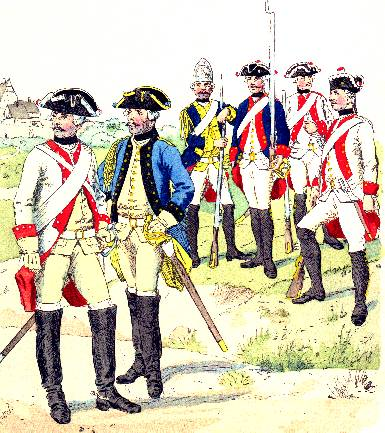
Uniformen der Truppen des Schwäbischen Reichskreises 1781
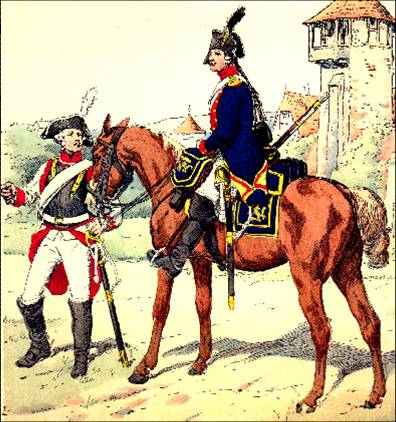
Uniformen der Kavallerie des Schwäbischen Reichskreises 1793

### Truppen 1792 bis 1802

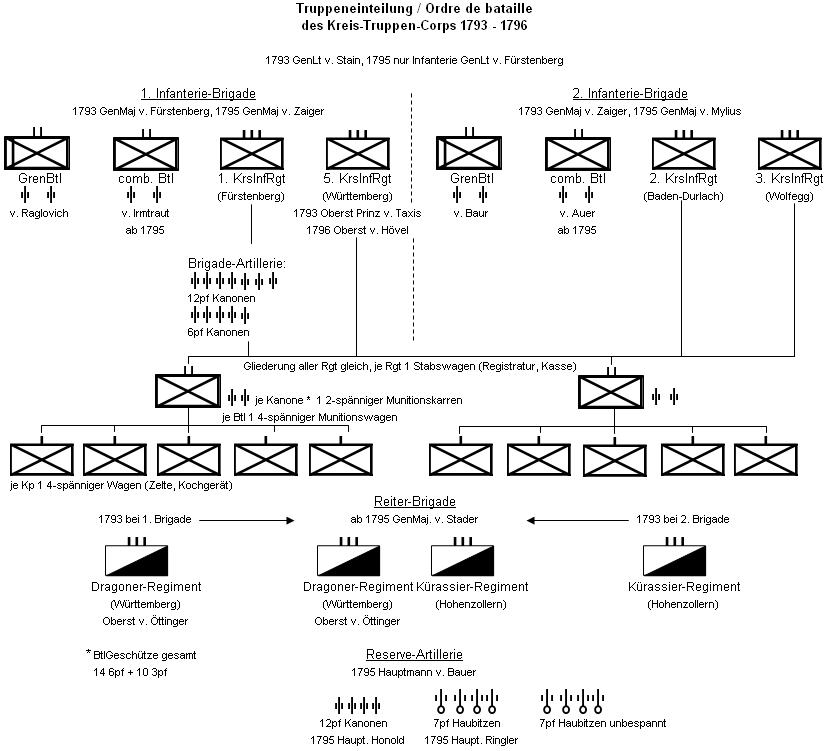
Ordre de bataille des Corps der Kreistruppen

Zu Beginn des Ersten Koalitionskriegs beschloss der Kreis, die Kontingente zum 1. März 1794 vollzählig aufzustellen und darüber hinaus mit weiteren 4.000 Mann (1½ Simpla) zu verstärken. Ohne zusätzliche Offiziere oder Einheiten wurden die Stärken der Grenadierkompanien auf 150, der Füsilierkompanien auf 223 und der Reiterkompanien auf 111 Mann erhöht. Im Laufe des Jahres verlegten die Kreistruppen als „Corps“ unter dem Generalleutnant (ab 1795 Generalfeldzeugmeister) von Stain an den Rhein. Am 13. Oktober 1794 wurde die Zahl der Truppen um ein weiteres ½ Simplum erhöht. Dies erforderte eine neue Truppeneinteilung, die im März durchgeführt wurde. Aus den neuen Verstärkungen wurden bei den einzelnen Infanterieregimentern neue Kompanien aufgestellt und dann durch Abgabe von den Regimentern zwei neue (combinirte) Bataillone zu 5 Kompanien gebildet:
- Combinirtes Bataillon von Irmtraut aus Mannschaften des 1. Kreis-Infanterie-Regiments (Fürstenberg) und des 5. Kreis-Infanterie-Regiments (Württemberg). Commandant war der württembergische Oberstlieutenant von Irmtraut.
- Combinirtes Bataillon von Auer aus Mannschaften des 2. Kreis-Infanterie-Regiments (Baden-Durlach) und des 3. Kreis-Infanterie-Regiments (Wolfegg). Commandant war der badische Major von Auer.

Aus den Grenadier-Kompanien der Regimenter wurden zwei selbständige Grenadier-Bataillone formiert.
Die schwäbischen Kreistruppen waren am Oberrhein eingesetzt, siehe unten Erster Koalitionskrieg.
Da die beschlossene Verstärkung nicht ausreichen würde, den Feind am Eindringen in das Land zu hindern, forderte der Kreis am 24. Juli und am 3. August 1794 die Stände zur Stellung einer Kreis-Landmiliz von 4.000 Mann auf und beschloss auch ein allgemeines Landesaufgebot für alle Männer im Alter von 18 bis 50 Jahren zu verkünden. Zum Kommandanten des Landesausschusses wurde der württembergische Oberst von Seeger ernannt, der die Aufstellung und Organisation überwachen sollte. Die Aufstellung trat aber nicht in Kraft, da das rechte Rheinufer 1794 nicht durch französische Truppen betreten wurde.
Als im Zweiten Koalitionskrieg der Reichstag am 16. September 1799 beschloss, den Krieg gegen Frankreich wieder aufzunehmen, stellten auch verschiedene Stände des Kreises wieder Truppen zur Verfügung. Allerdings konnte der Kreis als Ganzes kein eigenes Kreiskorps mehr aufstellen.

### Artillerie
Die Reichsexekutionsordnung von 1555 schrieb in § 81 Geschütze für die Truppen der Reichskreise vor. Der Kreis lagerte dazu in Ulm 6 Falkaunen (6-Pfünder).
Die Artillerie wurde nicht durch Kontingente gestellt, sondern durch den Kreis selbst. Aus Geldmangel wurde das meiste Artilleriegerät aber nicht vom Kreis selbst erworben und bereitgestellt, sondern von den mit Geschützen versehenen sogenannten Artillerieständen Herzogtum Württemberg, Stadt Ulm und Stadt Augsburg auf Kreisgarantie (Ersatz bei Beschädigung oder Verlust) während eines Feldzuges ausgeliehen. Diese stellten auch die eigentlichen Geschützbedienungen, als Hilfsmannschaften wurden Soldaten abgestellt, der Munitionstransport erfolgte durch Spanndienste oder eigens engagierte Fuhrunternehmer.
1664 beschaffte der Kreis für jedes Fußregiment zwei 3-Pfünder-Regimentsstücke, die nach der Abdankung den kreisauschreibenden Fürsten (Württemberg, Konstanz) überlassen wurden.
Während der Assoziation mit dem Fränkischen Reichskreis (Juni 1691 bis zum Ende des Pfälzischen Krieges) gab es ein eigenes, allerdings für beide Kreise gemeinsames Artilleriekorps.
Jedem Fußregiment wurden zu Beginn des Krieges 1701 zwei Regimentsstücke zugeteilt, von denen der Kreis selbst jedoch nur noch drei besaß, die übrigen wurden von den Artillerieständen auf Kreisgarantie ausgeliehen. Im Mai 1702 wurde die Zahl auf drei Stücke pro Fußregiment erhöht.
Mitte des 16. Jahrhunderts wandelte sich der Sprachgebrauch bei den großen Geschützen, der das Geschossgewicht zur Geschützbezeichnung werden ließ, z. B. Viertelkartaunen zu „12-Pfündern“.
Die Artillerie 1793 bis 1796 (siehe auch das Gliederungsbild oben) bestand aus
- je Bataillon 2 Kanonen, gesamt 10 3-Pfünder und 14 6-Pfünder mit jeweils 1 zweispännigen Munitionskarren,
- je Brigade 5 6-Pfünder-Kanonen und 7 12-Pfünder-Kanonen,
- Artillerie-Reserve 4 12-Pfünder-Kanonen, 4 bespannte und 4 unbespannte 7-Pfünder-Haubitzen.

### Sondertruppen
Neben den bereits genannten Truppenteilen waren Armeen aber nur dann einsatzbereit, wenn sie über entsprechende Sondertruppen verfügten. Dazu zählten Feldbrücken-, Pionier-, Proviantfuhr-, Sanitäts- und Apothekenwesen sowie Proviantämter. Sie waren immer jeweils dem Oberbefehlshaber direkt zugewiesen. Die technische Kompliziertheit und/oder die geringe Größe der Sondertruppen machte eine Repartition (Aufteilung) im Reich auf die zehn Kreise oder im Kreis auf die verschiedenen Stände unmöglich.
Auch im Schwäbischen Reichskreis waren „sie im eigentlichen Sinne Kreiseinheiten, weil sie vom Kreis aufgestellt und aus der Kreiskasse unterhalten wurden, also anderen Strukturprinzipien folgten als die Hauptwaffengattungen“, wurden aber nur während eines Feldzuges aufgestellt.

## Sonstige militärische Einrichtungen

### Kriegsrat
Die Reichskriegsverfassung, die Reichsexekutionsordnung von 1555 und die Kreisordnung von 1563 sahen einen Kriegsrat vor. Er sollte aus je zwei Vertretern von drei Bänken (geistliche Fürsten und Prälaten als eine gemeinsame Bank) bestehen und die Kompetenz des Kreisobristen beschränken.
Er bestand nur bis zum Ende des Jahrhunderts. Seine Aufgaben als beratendes Organ des jeweiligen militärischen Befehlshabers wurden teilweise durch den württembergischen Kriegsrat erledigt.

### Generalstab
Der Generalstab des Kreises ist nicht vergleichbar mit dem Generalstab in deutschen Armeen späterer Zeit. Seit der Kreis 1683 den ersten Kreisgeneral (hier gemeint als Funktion, nicht als Dienstgrad) bestellt hatte und ihm einen Stabsadjutanten beigefügt hatte, kann man von einem Generalstab im Kreis sprechen. Da der erste Kreisgeneral (Generalwachtmeister zu Fuß Markgraf Karl Gustav von Baden-Durlach) zugleich Regimentskommandeur blieb, wurden die zum Generalstab gehörenden Personen zunächst noch bei seinem II. Regiment zu Fuß geführt. Ab 1691 wurde der Generalstab an erster Stelle in den Verpflegungsordonnanzen aufgeführt. Er umfasste alle nicht zu einem bestimmten Regiment oder der Artillerie gehörenden Soldaten.
Im Kreis wurde unterschieden zwischen
- Hoher Stab = alle Generale ohne Rücksicht auf ihre Dienststellung / Funktion

Der eigentliche Kreisgeneral und Oberkommandierende war
- ab 1683 Markgraf Karl Gustav von Baden-Durlach mit wechselnden Dienstgraden (siehe oben)
- ab 1696 der jeweilige Kommandierende Generalfeldmarschall (nach 1725 nicht mehr ernannt)
- ab 1793 Generalleutnant (württembergisch) von Stain
- ab 1795 Generalleutnant von Fürstenberg (bis 1797)

- Niederer Stab = alle übrigen Stabsangehörigen

- Generaladjutant seit 1683
- Generalquartiermeister seit 1694
- Oberquartiermeister 1693, 1701 – 1703
- 1-4 Stabsadjutanten seit 1683
- General- oder Oberauditor 1694 – 1697
- 1-2 Feldmedicus seit 1693
- Stabschirurgus 1691 – 1697, ab 1706
- Stabstambuor 1692 – 1693
- Generalgewaltiger und Scharfrichter 1691 – 1697, 1731

Ein voller Generalstab bestand jeweils nur während Kriegen, im Frieden wurden nur die Generale, der Generaladjutant und der Generalquartiermeister beibehalten, die übrigen wurden abgedankt.
Eine Liste der Kreisgeneralfeldmarschalle steht hier.

### Kreisgeneralinspektion
1695 bestellte der Kreis zwei Kreisgenerale als Generalkriegsinspektoren. Sie hatten keine Kommandogewalt als Truppenführer, sollten aber die Truppenausbildung überwachen und die Kreisoffiziere anhalten, „bei ihren Regimentern und im Dienst zu verbleiben (!) sowie ihren Dienstpflichten hinsichtlich der ihnen anvertrauten Sachmittel nachzukommen.“ sowie das Kreiskriegskommissariat überwachen. Im Frieden ruhte die Tätigkeit der Generalinspektion. 1709 – 1714 (Spanischer Erbfolgekrieg) waren dies der (kath.) Generalmajor von Rodt mit der Generalinspektion über die 5 Fußregimenter und der (ev.) Generalmajor von Phull mit der Generalinspektion über die 3 Reiterregimenter, die Kreisartillerie und das Grenadierbataillon. 1735 – 1738 (Polnischer Erbfolgekrieg) gab es nur einen, Generalmajor Baron von Remchingen.

### Kreiskriegskommissariat
Das Kreiskriegskommissariat war als Militärverwaltung für die Belange der Musterung, Soldzahlung, des Proviantwesen und Zeugs zuständig. Es wurde immer wieder anders organisiert, ab 1691 war es unabhängig von der Truppe.

### Kreisfestungen
Zwei befestigte Städte betrachtete der Kreis als Kreisfestungen, in denen u. a. die kreiseigenen Geschütze gelagert wurden: Heilbronn als evangelische, Offenburg als katholische Kreisfestung.
Auch die anderen Städte waren der Zeit entsprechend mehr oder weniger befestigt, galten jedoch nur als „beschlossene Orte“.

### Verteidigungslinien
In den Kriegen Ende des 17. / Anfang des 18. Jahrhunderts wurden verschiedene Verteidigungslinien, vor allem durch Markgraf Ludwig Wilhelm von Baden-Baden (Türkenlouis), unter Ausnützung natürlicher Geländehindernisse unterschiedlich ausgebaut. Sie sollten – nach Besetzung mit Truppen – feindlichen, vor allem französischen Truppen den Zugang verwehren, um bestimmte Räume zu schützen oder den Durchzug verhindern.

#### Eppinger Linien
Die Eppinger Linien sollten französische Truppen das Eindringen in den Kraichgau verwehren. Reste sind heute noch sichtbar.

#### Bühl-Stollhofener Linie
Die Bühl-Stollhofener Linie wurde von Markgraf Ludwig Wilhelm von Baden-Baden zum Schutz des nördlichen Baden angelegt. Der französische Marschall de Villars ließ die Befestigungen 1707 schleifen.

#### Ettlinger Linie
Die Ettlinger Linie wurde von Georg Wilhelm von Braunschweig-Lüneburg, Nachfolger des Markgrafen Ludwig Wilhelm von Baden-Baden als Oberbefehlshaber der Reichsarmee, angelegt.

## Subsidien
Auch der Schwäbische Reichskreis nahm und gab der damaligen Zeit entsprechend Subsidien in Form von Geld oder Subsidienregimentern.

### Fremde Truppen im Dienste des Kreises
Von Juni 1693 bis 1698 nahm der Kreis zusätzlich drei Regimenter des Herzogs von Württemberg (Einzelheiten zu herzoglichen Regimentern siehe hier) als Subsidientruppen in Sold:
- Reiter-Regiment von Freudenberg,
- Dragoner-Regiment Carlin von Somaripa[1]
- 1. (Gelbes, Leib-) Regiment zu Fuß (Regiment zu Fuß von Horn)

in einer Gesamtstärke von 2.800 Mann und 1.200 Pferden.

### Truppen des Kreises in fremden Diensten
Der Kreis vermietete 1698 dem Kaiser ein Regiment als Besatzung der kaiserlichen Festung Freiburg.

## Teilnahme an Kriegen

### Türkenkrieg 1596–1606
Im Langen Türkenkrieg stellte der Reichskreis in den Jahren 1595 bis 1597 jeweils ein Regiment dem Kaiser für sechs Monate zur Verfügung. 1595 war das Regiment an der Eroberung der Festung Gran beteiligt. 1596 verlor das Regiment am 16. Oktober in der Schlacht bei Mezőkeresztes drei Fähnlein. 1597 kämpfte das Regiment am 20. August vor Pápa.

### Türkenkrieg 1663–1664
In diesem Krieg des Kaisers gegen die Türken beschloss der Reichstag im Februar 1664 zur „eyligen Hülf“ die erste, noch freiwillige „Armatur“. Der Kreis stellte zwei Regimenter zu Fuß und vier Kompanien Reiterei zur Reichsarmee. Die Truppen wurden am 10. und 11. Mai durch Herzog Eberhard von Württemberg in Söflingen bei Ulm gemustert und auf den Kreis vereidigt, danach auf Ulmer Schachteln nach Österreich verschifft. Sie waren u. a. am 1. August 1664 in der Schlacht bei Mogersdorf an der Raab eingesetzt. Nur 350 Mann, „meist krank oder blessiert“, kamen zurück.

### Französisch-Holländischen Krieg 1672–1678
Im Französisch-Holländischen Krieg stellte der Kreis ab Sommer 1675 zwei katholische und zwei evangelische eigene Regimenter, die zwar dem Reichskommando unterstellt wurden, aber im Lande blieben. Sie wurden in den Kreisfestungen Heilbronn (evangelisch) und Offenburg (katholisch) sowie zum Schutz der westlichen Kreisgrenzen und des Gebietes um Philippsburg eingesetzt und 1677 wieder aufgelöst.

### Türkenkrieg 1683–1699
In diesem Krieg stellte der Kreis je ein katholisches Regiment zu Pferd und Regiment zu Fuß als freiwillige Türkenhilfe nur dem Kaiser für sechs Feldzüge (1683–1686) in Ungarn jeweils auf Anforderung unter gewissen Bedingungen zur Verfügung.
Die erste „eylige Hülf“ des Kreises kam zur Befreiungsschlacht um Wien zu 1683 spät. Sie nahm an der Verfolgung der Türken teil und kehrte im Dezember in die Winterquartiere im Kreisgebiet zurück. Im September 1684 marschierte die Kreisinfanterie zum zweiten Mal nach Ungarn, während die Kreiskavallerie im März 1685 folgte. „Die Infanterie war nach der Ende Oktober 1684 aufgegebenen Belagerung von Ofen in schlechten Winterquartieren in Oberungarn geblieben. In den nächsten Jahren mit Ausnahme des Winters 1687/88 rief der Kreis seine Truppen zur Überwinterung in das Kreisgebiet zurück, von wo aus sie im Frühjahr wieder zum Feldzug aufbrachen. Die schwäbische Kreismiliz kämpfte im Türkenkrieg im Verband der kaiserlichen Armee und war an der Eroberung von Neuhäusel (19. August 1685), Ofen (12. September 1686) und Mohacs (12. August 1687) beteiligt“ sowie an der Eroberung von Belagerung von Belgrad (1688) (6. September 1688). Den Ende 1688 aus Ungarn zurückgerufenen Truppen gelang es, am 2. Januar 1689 Stuttgart von den Franzosen zu befreien.

### Pfälzischer Erbfolgekrieg 1688–1697
Der Reichsschluss vom 14. Februar 1689 legte die Teilnahme der Reichsarmee im Pfälzischen Erbfolgekrieg (1688–1697) gegen Frankreich fest. Hier stellte der Kreis drei katholische und zwei evangelische eigene Regimenter, ab 1691 ein zusätzliches gemischtes Dragonerregiment, ab 1696 ein weiteres gemischtes Regiment zu Fuß. Von 1693 bis 1698 nahm der Kreis außerdem drei württembergische Hausregimenter als Subsidientruppen in Sold, die er ebenfalls zur Reichsarmee stellte.

### Spanischer Erbfolgekrieg 1701–1714
Für den Krieg gegen Frankreich im Spanischen Erbfolgekrieg (1701–1714) wurde die Reichsarmee laut Reichsschluss vom 30. September 1702 mobilisiert. Der Kreis stellte zwei Regimenter zu Pferd, ein Dragonerregiment und fünf Regimenter zu Fuß. Die fünf Grenadierkompanien wurden meist von ihren Regimentern getrennt in einem besonderen Grenadierbataillon als taktische Einheit eingesetzt. Kommandierende des Schwäbischen Reichskreises waren Markgraf Karl Gustav von Baden-Durlach, Ludwig Wilhelm von Baden-Baden und ab 1707 Herzog Eberhard Ludwig von Württemberg.

### Polnischer Erbfolgekrieg 1733–1738
Der Reichsschluss von 1734 bot die Reichsarmee auf Grund der Besetzung Lothringens durch Frankreich auf, vgl. Polnischer Erbfolgekrieg (1733–1738). Der Kreis stellte alle seine Truppen (ein Kürassier-Regiment, ein Dragonerregiment und drei Regimenter zu Fuß) zur Reichsarmee.

### Die Reichsexekution gegen Preußen im Siebenjährigen Krieg 1757–1763
Die einzige Reichsexekution erfolgte durch Reichsschluss vom 17. Januar 1757 gegen Preußen, das durch die Besetzung Sachsens 1756 im Siebenjährigen Krieg Landfriedensbruch begangen hatte. Der Kreis sowie der Fränkische, der Oberrheinische, der Kurrheinische, der Niederrheinisch-Westfälische und der Sächsische Reichskreis stellten daraufhin mit großer Verspätung Truppen. Die Reichsarmee wurde in der Schlacht bei Roßbach als geschlossener Verband unter französischem Kommando eingesetzt und von den Preußen entscheidend geschlagen. Obwohl sie sich dabei durchaus ordentlich gehalten hatte und die Niederlage primär auf fehlerhafte Planung durch den französischen Oberkommandierenden Charles de Rohan zurückzuführen war, dichtete die preußisch-deutsche Geschichtsschreibung der Reichsarmee später den Spottnamen „Reißausarmee“ an.

### Erster Koalitionskrieg 1792–1797
Der Reichsschluss vom 22. März 1793 setzte die Reichsarmee im Krieg gegen das revolutionäre Frankreich im Ersten Koalitionskrieg (1792–1797) ein. Der Kreis stellte 1796 als einziger ein komplettes Corps (Fünffaches der Matrikularstärke „Quintuplum“ = 7.300 Mann; mit einem Kürassier-Regiment, einem Dragoner-Regiment, vier Regimentern zu Fuß, zwei Grenadier-Bataillonen, zwei combinierten Bataillonen und einer Artillerie-Reserve von 20 Geschützen) unter Generalleutnant von Stain, gegliedert in drei Brigaden.
Das Korps gehörte zur österreichischen „Oberrhein-Armee“ unter General der Kavallerie Graf Wurmser und stand zunächst in einer Linie von Rastatt über Kehl bis in die Gegend von Lahr. Nach anfänglichen Erfolgen der Oberrhein-Armee 1793 (Wiedergewinn Mannheims, Zurückdrängen der französischen Truppen linksrheinisch über die Lauterburger und Weißenburger Linien, Eroberung Fort Louis) ging sie wieder über den Rhein zurück, das schwäbische Korps (noch 2.586 Mann Infanterie und 533 Reiter) bezog Winterquartiere in der Gegend von Kehl, indem es gleichzeitig dieses Dorf besetzt hielt. Nach personeller Auffrischung deckte das Korps im Frühjahr 1794 den Rhein von der Murg bis zur Schutter, im Sommer von Ottenheim über Kehl bis Freistett. Dabei war ¼ der Truppen im eigentlichen Vorpostendienst, ein weiteres ¼ zum Soutien (Bereitschaft zur Verstärkung) der Vorposten eingesetzt. „Die zweite Hälfte des Truppencorps lag rückwärts in Cantonierung, und bei dieser zweiten Hälfte wurde der … Unterricht unaufhörlich fortgesetzt, daher auch in den Sommermonaten gewöhnlich Lager bezogen wurde. Von Monat zu Monat lösten sich die beiden Hälften einander ab, wodurch dann der praktische Dienst mit dem theoretischen Unterricht stets Hand in Hand ging.“ Hierzu hatte der Kreis 1793 neue Reglements erlassen für die Gewehr-Handgriffe, die Wendungen, das Marschieren und die Aufstellung der Formationen sowie den allgemeinen Dienstbetrieb. Danach kehrte es wieder in die vorjährigen Winterquartiere zurück. 1795 sollte das Korps in den Raum Mainz verlegt werden, von Stain weigerte sich jedoch mit dem Hinweis, nur dem Kreis zu unterstehen, und verwies auf alte Beschlüsse des Kreises, seine Truppen dürften nur zur eigenen Verteidigung eingesetzt werden. Ebenso verfuhr nach der Verhaftung von Stains Ende März der nach ihm rangälteste General-Major von Zaiger und das Korps blieb am Oberrhein im Raum Kehl und deckte den Rhein von Freistett bis Ichenheim. Am 6. Mai wechselte das Kommando über das Korps von dem bereits am 10. April wieder eingesetzten von Stain auf Generalleutnant Landgraf Friedrich von Fürstenberg. Anfang 1796 hatte das Korps eine Stärke von 6.036 Mann Infanterie, 1.194 Mann Kavallerie und 48 Geschützen. Am 24. Juli überschritten die Franzosen bei Kehl den Rhein, die schwäbischen Truppen zogen sich nach hartem Widerstand (Verluste 37 Offiziere, 693 Mann, 14 Geschütze und 22 Munitionswagen) auf Bühl zurück, am 26. Juli auf Offenburg und am 28. Juli auf Biberach. Da auch die Nachbarn (links Corps Condé, rechts Österreicher unter Feldmarschall-Leutnant Graf Sztaray) zurückwichen, ging das Korps am 1. Juli auf Hausach zurück. Am 14. Juli ging das Korps an den Neckar im Raum Hornberg, Oberndorf und Horb, am 15. nach Haigerloch, am 18. nach Hechingen zurück.
Herzog Friedrich II. von Württemberg hatte bereits am 17. Juli 1797 mit General Moreau einen Waffenstillstand abgeschlossen und berief sein Kontingent vom schwäbischen Korps ab (Abmarsch 19. Juli), der badische Markgraf Carl Friedrich folgte diesem Schritt am 25. Juli. Generalleutnant Landgraf Friedrich von Fürstenberg wollte den Rest des Korps (rund 5.500 Mann und 24 Geschütze) mit der Armee des kaiserlichen Feldmarschalls Erzherzog Karl vereinigen und marschierte nach Gammertingen. Hier erhielt er vom Kreis den Befehl, sogleich mit dem Feind Verhandlungen über einen Waffenstillstand aufzunehmen und dann nach Biberach an der Riß zu marschieren, um dort bis auf weiteres zu bleiben. Der Waffenstillstand wurde in Hechingen abgeschlossen, das Korps marschierte am 21. nach Riedlingen und erreichte am 22. Biberach an der Riß.
Der Kreis selbst verhandelte ebenfalls wegen eines Waffenstillstands. Noch vor Abschluss der Verhandlungen ließ Generalfeldmarschall Erzherzog Karl am 29. Juli die bei Biberach an der Riß stehenden Reste des schwäbischen Korps (4.000 Mann Infanterie, 850 Reiter und 21 Geschütze) durch 6.000 Mann umstellen und entwaffnen.
In dem am 27. Juli 1796 in Stuttgart mit General Moreau abgeschlossenen Waffenstillstand verpflichtete sich der Schwäbische Reichskreis zur Lieferung von 12 Mio. Livres, 8.000 Pferden, 5.000 Ochsen, 150.000 ctr Brotgetreide, 100.000 Sack Hafer, 150.000 ctr Heu und 100.000 Paar Schuhen sowie der Entsendung von Unterhändlern zum Abschluss eines Friedensvertrages nach Paris.

### Zweiter Koalitionskrieg 1799–1802
Auch der letzte Krieg der Reichsarmee wurde gegen Frankreich geführt. Im Zweiten Koalitionskrieg (1799–1802) wurde per Reichsschluss vom 16. September 1799 ein letztes Aufgebot der Reichsarmee aufgestellt. Der Kreis stellte kein geschlossenes Korps. Württemberg und Baden unterstellten ihre Kontingente mit den Haustruppen direkt dem Reichsheer, das 3. Kreis-Infanterie-Regiment (Königsegg-Aulendorf) und das Kreis-Kürassier-Regiment (Hohenzollern) wurden (mit österreichischen Uniformen) in das österreichische Heer eingegliedert.